# Pleurotomaria tunstallensis
Pleurotomaria tunstallensis is een fossiele slakkensoort uit de familie van de Pleurotomariidae. De wetenschappelijke naam van de soort is voor het eerst geldig gepubliceerd in 1848 door King.